# Mateusz Kamiński (żołnierz)
Mateusz Kamiński (ur. 16 września 1896 we Włocławku, zaginął w 1920) –  żołnierz Legionów Polskich, podoficer Wojska Polskiego w II Rzeczypospolitej, kawaler Orderu Virtuti Militari.

## Życiorys
Urodził się w rodzinie Jakuba i Anny z Koneckich. Absolwent szkoły ludowej we Włocławku. Po ukończeniu nauki pracował jako tokarz, a w 1916 wstąpił ochotniczo do Legionów Polskich i otrzymał przydział do 6 pułku piechoty.
W listopadzie 1918 wstąpił do odrodzonego Wojska Polskiego. W stopniu sierżanta dowodził plutonem w 11 kompanii 30 pułku Strzelców Kaniowskich i na jego czele walczył na frontach wojny polsko-bolszewickiej. W maju 1920 podczas walk o wieś Wołoszki objął dowództwo po rannym dowódcy kompanii i zdecydowanym atakiem zajął umocnione pozycje przeciwnika. Za czyn ten został odznaczony Krzyżem Srebrnym Orderu Virtuti Militari.
Zaginął w toku dalszych działań wojennych w niewyjaśnionych okolicznościach.

## Ordery i odznaczenia
- Krzyż Srebrny Orderu Virtuti Militari (nr 672)
- Krzyż Niepodległości